# كلوريدورم (كيبك)
كلوريدورم (بالإنجليزية: Cloridorme, Quebec)‏ هي بلدية محلية في كيبيك تقع في كندا في La Côte-de-Gaspé Regional County Municipality.  يقدر عدد سكانها بـ 743 نسمة ومساحتها 160.60 كم2 .